# Hieracium flocciferum
Hieracium flocciferum là một loài thực vật có hoa trong họ Cúc. Loài này được Arv. mô tả khoa học đầu tiên năm 1891.